# Erichsonella filiformis
Erichsonella filiformis là một loài chân đều trong họ Idoteidae. Loài này được Say miêu tả khoa học năm 1818.